# Thierry Catherine
Pour les articles homonymes, voir Catherine.
Thierry Catherine, né le 2 août 1997 à Fort-de-France, est un footballeur français international martiniquais, évoluant au poste d'attaquant avec le Golden Lion de Saint-Joseph en R1 Martinique.

## Biographie
Thierry Catherine est invité à participer au Camp de détection caribéen de la MLS en janvier 2018. Cet essai ne se concrétise que sept mois plus tard, lorsqu'il signe un contrat pour la fin de saison 2018 de USL avec les Rangers de Swope Park, l'équipe réserve du Sporting Kansas City.
Il joue son premier match avec l'équipe de Martinique le 25 mars 2018, en amical contre Trinité-et-Tobago (0-0). Ce match n'est pas reconnu par la FIFA, la Martinique n'étant pas membre de cette instance.

## Palmarès
- Vainqueur de la Ligue Antilles en 2017 et 2018 avec le Golden Lion de Saint-Joseph
- Champion de Martinique en 2016 avec le Golden Lion de Saint-Joseph
- Vainqueur de la Coupe de la Martinique en 2016 avec le Golden Lion de Saint-Joseph
- Vainqueur du Trophée Yvon-Lutbert en 2016